# دبیرخانه بخش امپارا
دبیرخانه بخش امپارا (به لاتین: Ampara Divisional Secretariat) یک منطقهٔ مسکونی در سری‌لانکا است که در استان شرقی (سری‌لانکا) واقع شده‌است.